# فلسفه اسلامی متقدم
فلسفهٔ اولیهٔ اسلامی از دو جریان عمده بهره می‌گرفت:

## حکمت مشاء
بزرگ‌ترین نماینده حکمت مشاء ابن‌سینا است.

## حکمت اشراق
نماینده حکمت اشراق و بنیان‌گذار آن در جهان اسلامی، سهروردی است. حکمت اشراق، فلسفه را تا حد زیادی از طبیعیات و به خصوص علم هیئت و نجوم کهن مستقل ساخت و فلسفه استدلالی را به عرفان و سیر و سلوک معنوی نزدیک کرد. روش عرفانی در فلسفه که ضمن تأکید بر همراهی عقل و عرفان، بر سلوک قلبی و مجاهدات درونی و تصفیه نفس تأکید می‌کرد در زمان ابن‌عربی به اوج خود رسید.
کندی، فارابی، ابن‌رشد و ابن‌سینا روش منطقی ارسطو را در فلسفه به کار می‌گرفتند.